# Kreuzburger Land
Das Kreuzburger Land (polnisch Ziemia Kluczborska) ist eine historische Landschaft in Oberschlesien. Als Ausnahme im traditionell katholischen Oberschlesien wohnten im Kreuzburger Land, wie auch im Teschener Land, ein großer Anteil Evangelischer. So waren in den 1930er Jahren über 60 Prozent der Einwohner des Kreises Kreuzburg protestantisch. Die Einwohner sprachen etwa zu einer Hälfte Deutsch und zur anderen Hälfte den oberschlesischen Dialekt, was durch die Vertreibung der Deutschsprachigen nach dem Zweiten Weltkrieg beendet wurde.

## Geschichte

### Vorgeschichte
Seit Beginn der Bronzezeit wohnten Illyrer in der Region, mit Beginn der Eisenzeit wanderten ostgermanische Stämme ein. Um 100 vor unserer Zeit lösten Wandalen die germanischen Basternen ab. Um 400 zogen die Wandalen nach Westen, um 500 wanderten slawische Stämme ein.

### Mittelalter
Das Kreuzburger Gebiet war zwar ursprünglich durch die Preseka, den Grenzwald, vom Herzogtum Breslau getrennt, verblieb aber nach der Trennung Ober- und Niederschlesiens im Jahre 1202 bei diesem. Herzog Heinrich rief den Hospitalorden der Kreuzträger nach Schlesien und übergab ihnen die Stiftung des Elisabethhospitals in Breslau. Zur Unterhaltung erhielt der Orden unter anderem Dörfer im späteren Kreuzburger Land. Vor 1252 lege der Orden auch die „civitas nostra Cruceburch“ an. Herzog Heinrich IV. förderte die Lozierung Kreuzburgs. Zwischen 1292 und 1350 waren die Namen der Bürger ausschließlich deutsch.
1319 nahm Herzog Boleslaus von Brieg Herzog Heinrich von Glogau u. a. Kreuzburg ab, 1341 wurde Kreuzburg an König Kasimir von Polen Kasimir III. verpfändet. Im Frieden von Namslau verzichtete Kasimir auf die Pfandrechte gegen Rückzahlung von 3000 Mark. 1353 übertrug Karl IV. Kreuzburg an Bolko von Schweidnitz, 1356 verzichtete Kasimir endgültig auf Kreuzburg und erhielt dafür das Herzogtum Pless. Bolko von Schweidnitz hatte jedoch Kreuzburg den Herzögen von Oppeln überlassen und es kam zur Fehde zwischen Oppeln und Brieg. In einem Vergleich von 1350 sprach Karl IV. Kreuzburg Brieg zu. Konstadt ging 1396 an Heinrich von Lüben über. 1404 waren 25 Kreuzburger Studenten an der Universität Krakau immatrikuliert, ein Zeichen für das Blühen der Stadt. 1416–1420 wurde Pitschen an Konrad von Oels verpfändet. 1734 grassierte in Pitschen die Pest, genannt sächsische Krankheit, weil möglicherweise sächsische Soldaten die Seuche eingeschleppt hatten.
Während der Hussitenzeit setzten sich Hussiten unter Dobek Puchala in Kreuzburg fest. 1431 töteten die Hussiten den Kreuzburger Komtur der Kreuzherren. Durch Einwanderung vom umgebenden Land zeigt das Stadtbuch ab 1480 überwiegend slawischer Namen.

### Reformation
Auf Befehl von Georg II. von Brieg wurde die Reformation eingeführt. An einem Konvent der Geistlichen der Kreise Brieg, Nimptsch, Ohlau und Strehlen 1534 in Strehlen nahmen die Kreuzburger Geistlichen vermutlich nicht teil, weil Kreuzburg an das Herzogtum Oppeln verpfändet war. Seit den 1530er Jahren errang der Protestantismus die Oberhand. Doch entscheidend waren letztendlich – wie in anderen Teilen Schlesiens auch – nicht die Gesinnung und der Wille der Bevölkerung, sondern die politische Zugehörigkeit des jeweiligen Gebietes. Die Einführung der Reformation im Kreuzburger Land stieß auf Widerstand der örtlichen Kreuzherren und des Adels. Nach einer Presbyteriologie von Schlesien von 1782 und einer Presbyterologie von 1867 waren Nicolaus Zeidler von 1532 bis 1549, Michael Schulz von 1549 bis 1556 und Peter Schwartz von 1556 bis 1561 die ersten evangelischen Geistlichen im Kreis. Ein Verzeichnis von 1708 führt diese Namen jedoch nicht an. Erster unzweifelhaft evangelische Pastor war Georg von Stosch 1558.

### Frühe Neuzeit
Im Jahr 1551 fand die Schlacht bei Pitschen statt. Polnische und tatarische Truppen verwüsteten die Region. Nach Tod des letzten Piasten fiel Brieg 1675 an Österreich. Ab 1700 besaßen wieder die Katholiken die Stadtkirche, diese geht jedoch in Folge der Altranstädter Konvention an die Evangelischen zurück. Nach Brand der Kommende der Kreuzherren 1736 wurde ihr Sitz nach Neuhof verlegt.

### 18. und 19. Jahrhundert
1741 ging Kreuzburg an Preußen über. Ein ungarischer Angriff 1742 wurde in der deutschen Vorstadt abgewehrt. 1820 wurde Kreuzburg endgültig dem Regierungsbezirk Oppeln zugeteilt. Nach den Unruhen von 1848 wurde 1850 eine Eskadron des 2. Schlesischen Dragonerregiments nach Kreuzburg verlegt. 1854 wurde die erste Straße von Breslau über Konstadt nach Kreuzburg dem Verkehr übergeben.

### 20. Jahrhundert
In den 1930er Jahren waren über 60 Prozent der Einwohner des Kreises Kreuzburg protestantisch, wobei sich die konfessionellen Grenzen nicht mit den sprachlichen decken. Mit dem Versailler Vertrag wurde der Kreis ein Grenzland.

#### Vertreibung
Im Januar 1945 wurde die Bevölkerung ins böhmische Leitmeritz evakuiert. Nach der Kapitulation der Wehrmacht kehrten die Einwohner in die verwüstete Heimat zurück, wurden jedoch bald von den polnischen Behörden interniert und vertrieben. Viele überlebten die Internierung nicht.

## Heutige Situation
Noch bis in die 1970er Jahre führten die protestantischen Gemeinden im Kreuzburger Land trotz der Vertreibung eines Teiles der einheimischen Bevölkerung und der Schikanen seitens des kommunistischen Staates ein relativ aktives Leben. Das Abkommen zwischen Bundeskanzler Helmut Schmidt und Parteichef Edward Gierek 1975 änderte dies, weil mehreren 1000 Oberschlesiern die Ausreise in die Bundesrepublik ermöglicht wurde. Die Auswanderung in Richtung Bundesrepublik verstärkte sich in den späten 1980er Jahren, so dass es heute vermutlich nur etwa 1000 Angehörige der evangelischen Kirche und so gut wie keine Deutschsprachigen mehr gibt.
Heute gibt es im Kreis Kreuzburg (Powiat Kluczborski) nur noch drei protestantische Gemeinden eine jeweils in Konstadt (Wołczyn), Kreuzburg (Kluczbork) und Groß Lassowitz (Lasowice Wielkie), mit jeweils mehreren Filialkirchen.

## Sehenswürdigkeiten
Der Kreis besitzt eine Reihe von Schrotholzkirchen, die bis auf diejenige von Groß-Blumenau alle evangelisch sind. Schlösser befinden sich in Bankau, Costau/Kostau, Jeroltschütz, Neudorf, Reinersdorf und Skalung.